# Moartea lui Sardanapal
Moartea lui Sardanapal este un tablou pictat de Eugène Delacroix.
Ca temă a acestui tablou imens (aproximativ 4 x 5 m), pictorul a ales soarta regelui asirian Sardanapal. Punctul de inspirație al acestui tablou îl reprezintă operele lordului Byron (1788-1824), pe care Delacroix l-a admirat întotdeauna. Artistul a creat un Sardanapal propriu și original, o compoziție picturală de mare amploare.

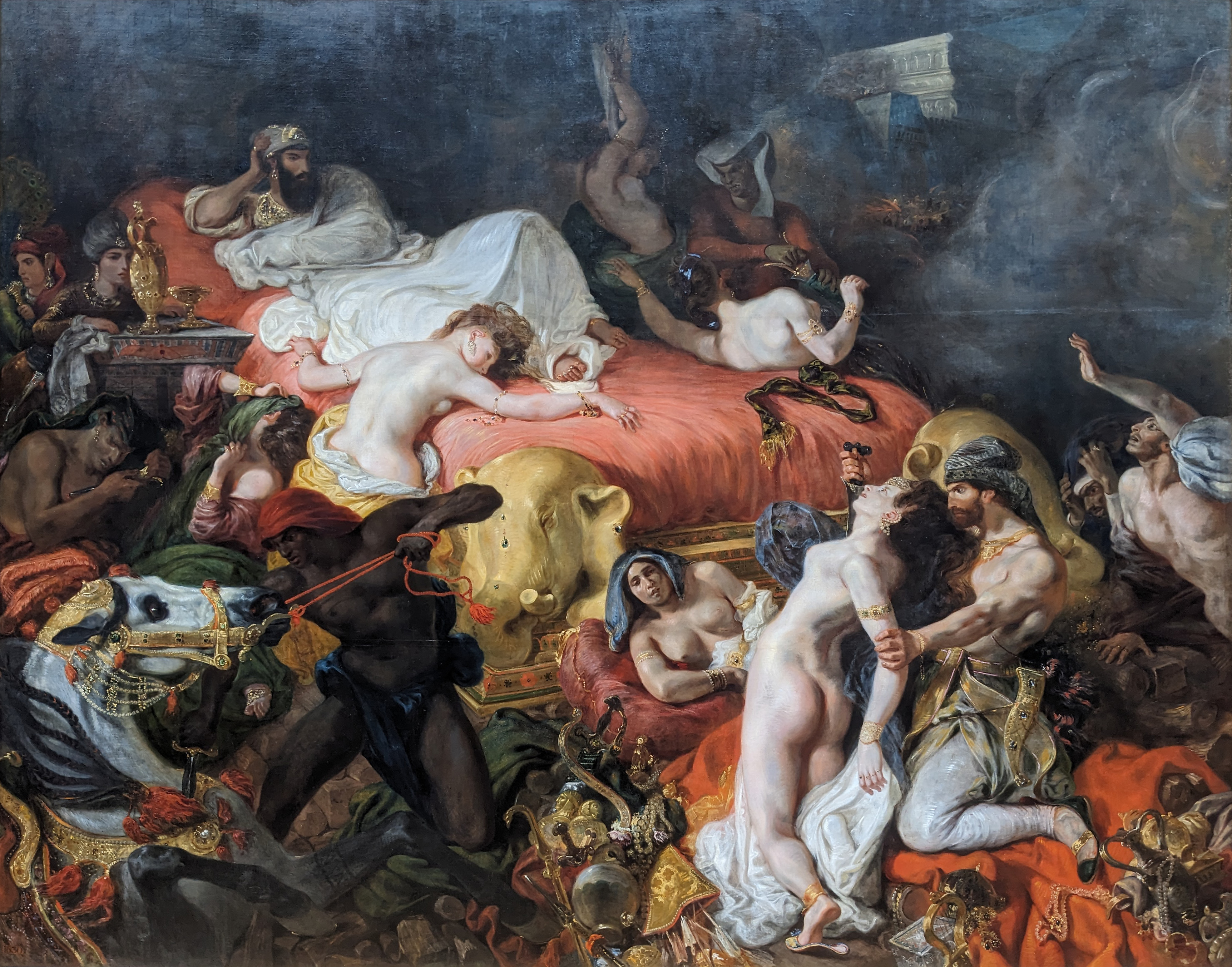
Moartea lui Sardanapal; 392 x 496 cm Louvre, Paris

## Descriere
În tablou figurează 15 personaje. Figura centrală este a regelui asirian care privește cum sunt distruse din propriul ordin toate bunurile și toți supușii lui. Locul central al compoziției –marginea patului regal- este gol.
De jur împrejur totul pare să fie cuprins parcă de un vârtej. Compoziția repiră forță și face impresia că depășește granițele ramelor care încadrează tabloul. Acest efect este accentuat de culori explozive, precum și de numărul mare de obiecte diverse îngrămădite în cadru. Sardanapal, plin de calm, observă masacrul ca o persoană care stăpânește haosul. Poate că regele îl reprezintă chiar pe artist care contemplă propria epocă furtunoasă în care trăiește? Femeia de la picioarele lui (prosternată, moartă sau inconștientă?) ne amintește de Rubens.
Compoziția în totalitatea ei se sprijină pe arabesc. Formele cailor, trupurile în poziții contorsionate ca niște șopârle, faldurile unduinde ale draperiilor formează un sistem de linii ingenios, creează senzualitatea tabloului care vibrează ca un organism viu.
Liniile pensulei lui Delacroix sunt energice și îndrăznețe, subordonate viziunii întregului, fapt ce-i conferă tabloului o mare doză de violență. Haosul aparent este plănuit cu măiestrie, dovada cea mai bună în acest sens fiind figura femeii din colțul din dreapta jos. Picioarele sunt prea scurte, însă sandalele victimei echilibrează proporțiile. Erotismul sugestiv al tabloului este tipic pentru posturile feminine pe care Delacroix le-a pictat în aceeași perioadă, cum ar fi, de pildă, Femeia cu papagal sau Femeia cu ciorapi albi.

## Alte articole
- Eugène Delacroix